# Sabantuy

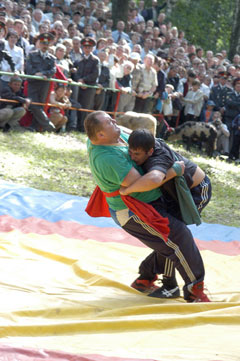
Lucha tártara.

Sabantuy es una celebración estival de los pueblos tártaros y de Idel-Ural que remonta sus orígenes a la época de Bulgaria del Volga. 
En sus inicios el Sabantuy era un festival celebrado por granjeros en las zonas rurales, pero posteriormente se convirtió en lo que es hoy, una fiesta nacional celebrada también en las ciudades. En 2006, Kazán celebró el Sabantuy el 24 de junio.

## Nomenclatura
Sabantuy (Сабантуй, [sʌbɑn`tuɪ]), o Saban tuyı (Сабан туе, [sʌb`ɑn tu`jɯ]) es la palabra tártara para referirse a un día festivo. Su forma en plural es Sabantuylar ([sʌbɑntuɪ`lɑr]).
La fiesta también la celebran otros pueblos turcos asentados a lo largo del Volga. En idioma baskir se conoce como Habantuy (Һабантуй), y en idioma chuvasio como Akatuy (Акатуй).
La traducción literal del nombre de la festividad en los idiomas turcos es "la fiesta del arado". A veces también se refieren a ella como "las vacaciones del arado", o Saban bäyräme (Сабан бәйрәме).

## Historia
El Sabantuy se remonta a la época preislámica, cuando se celebraba antes de la época de la siembra. Existen canciones y otras tradiciones del Sabantuy que se supone que tienen connotaciones religiosas de aquellos tiempos.

## Eventos
Entre los eventos más distintivos de la festividad del Sabantuy se incluyen competiciones en deportes tradicionales como el köräş (lucha tártara), carreras de caballos, carreras de sacos, escalada, carreras con un huevo en una cuchara, la piñata, la búsqueda de una moneda en un qatıq (bebida a base de leche) y otros más. 
Dichas actividades tienen lugar en el mäydan (Мәйдан; [mæɪ`dɑn]; dicho también maydan, майдан, [mʌɪ`dɑn]), que normalmente se encuentra próximo a los márgenes de un bosque.
- Datos: Q1640068
- Multimedia: Sabantuy / Q1640068